# استبرق
استبرق، خرک، قِلَپلَپ (نام علمی: Calotropis procera) نام یک گونه از سرده خرک یا سرده استبرق است. از الیاف این گیاه برای بافت پارچه‌های دیبا استفاده می‌شده‌است. همچنین در قدیم از شیرهٔ این ﮔﯿﺎه ﮐﻪ ﺩﺭ ﻣﻨﺎﻃﻖ ﮔﺮﻡ ﻭ ﺧﺸﮏ ﻭ ﺑﯿﺎﺑﺎﻧﯽ ﻣﯽ‌ﺭﻭﯾﺪ، ﺑﺮﺍﯼ ﺩﺭﻣﺎﻥ ﺟﺬﺍﻡ، ﺯﺧﻢ ﻭ ﺩﺭﻣﺎﻥ ﺑﯿﻤﺎری‌های ﮐﺒﺪﯼ ﺍﺳﺘﻔﺎﺩﻩ ﻣﯽ‌شد.

## نگارخانه

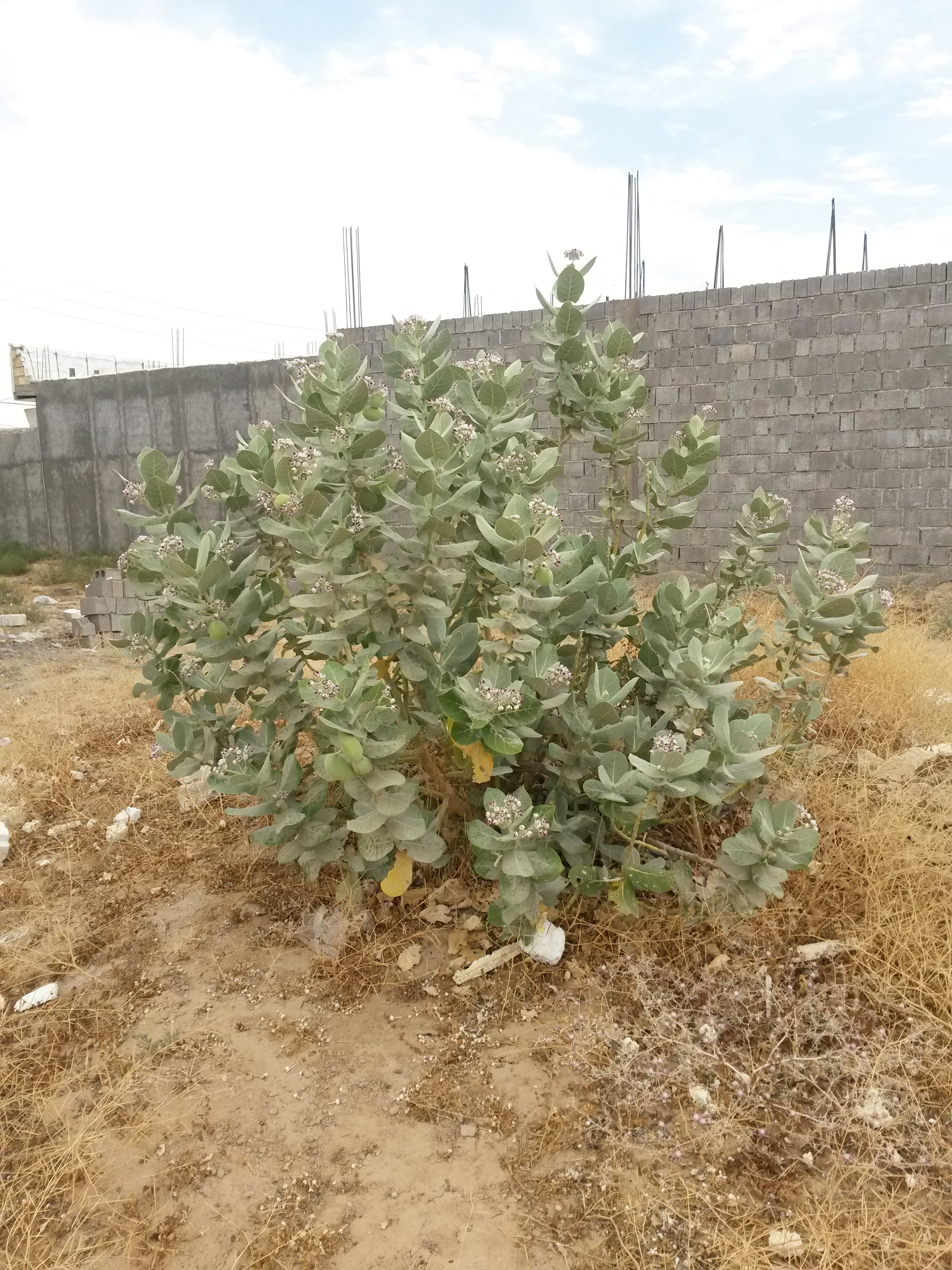
درخت استبرق بزرگ در ناحیه آب‌پخش
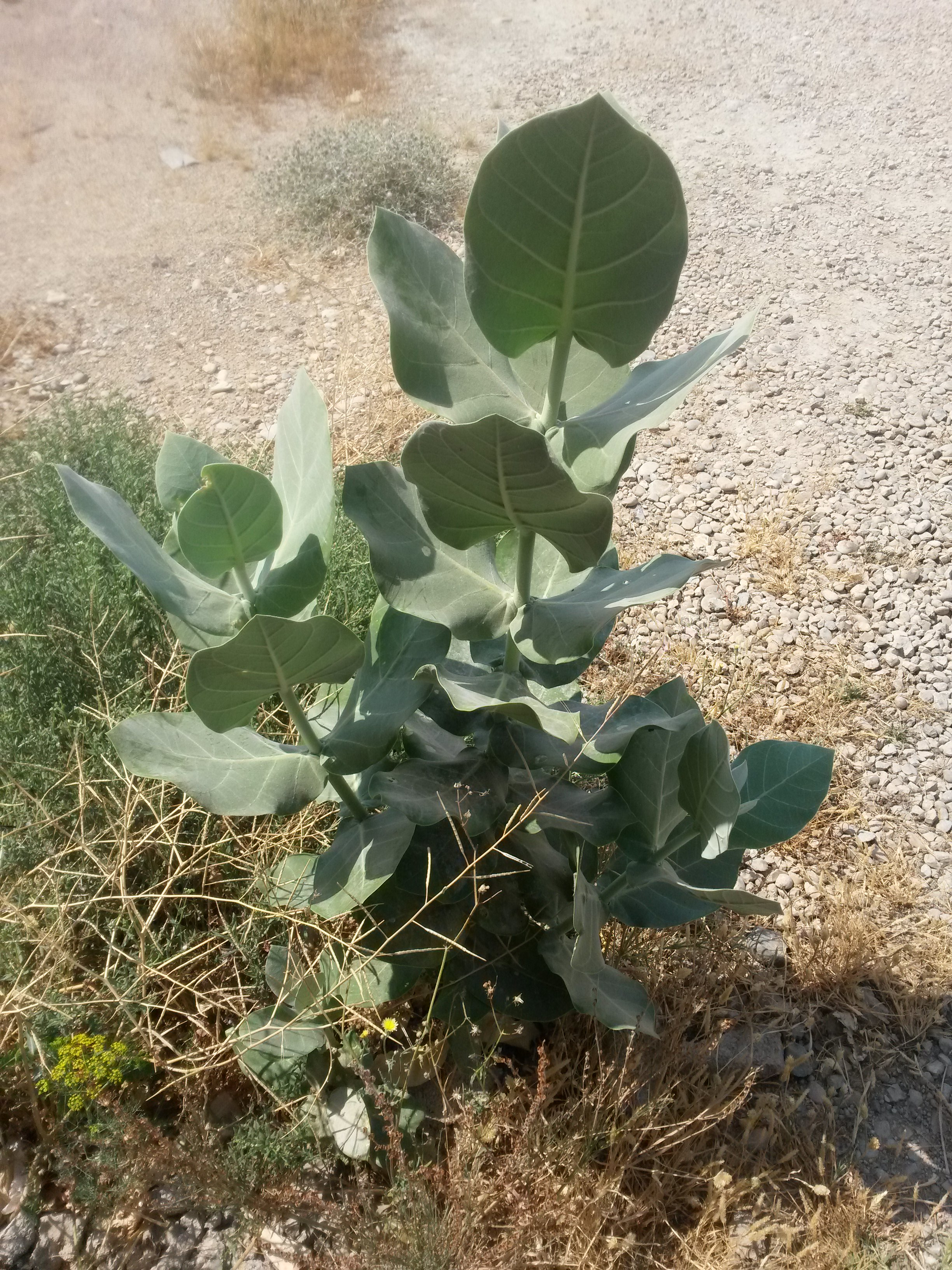
بوته کوچک و تازه روییده گیاه استبرق در منطقه آب‌پخش
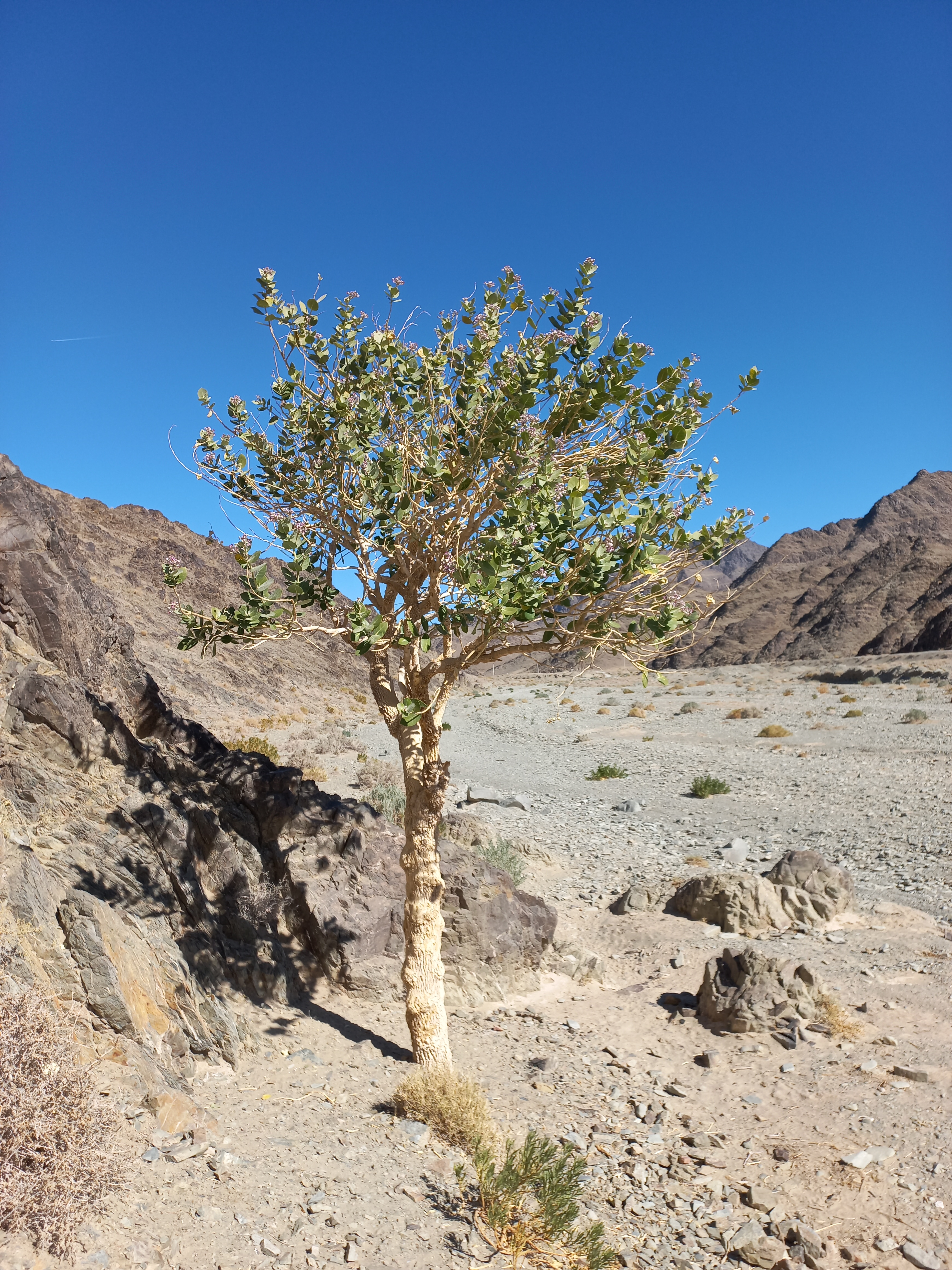
درخت بزرگ استبرق در شهر گُشت، شهرستان سراوان